# Minska polja u Bosni i Hercegovini
Teritorij Bosne i Hercegovine nalazi se pod minskim poljima od Rata u Bosni i Hercegovini koji je trajao od 1992.  do 1995. godine. Tijekom rata, vojske svih tri zaraćenih snaga (Hrvatsko vijeće obrane, Armija Republike Bosne i Hercegovine i Vojska Republike Srpske) postavljale su nagazne mine.

## Minska situacija
Do 1996. godine u Bosni i Hercegovini nalazilo se oko dva milijuna nagaznih mina i neeksplodiranih eksplozivnih sredstva. Prema stanju od rujna 2013. godine nagazne mine i neeksplodirana eksplozivna sredstva nalazila su se na 28.669 lokacija unutar Bosne i Hercegovine. Ukupno je minirano 1230,70 km2, tj. 2,4 % Bosne i Hercegovine. Zbog ekstenzivnih klizišta i najgorih poplava od 19. stoljeća, u svibnju 2014. godine došlo je do izbijanja mina na površinu zbog čega su vlasti bile prisiljene da pošalju pirotehničare kako bi se locirale i deaktivirale mine koje su prijetile naseljima.
Razminiranje obavljaju razne vladine i nevladine organizacije, te neke jedinice NATO-a. Između 1996. i 2017. godine razminirano je više od 3000 km2. Strateška vizija Bosne i Hercegovine u 2008. godini bila je uklanjanje svih mina do 2019. godine. U travnju 2017. godine, stručnjaci su smatrali da će za potpuno razminiranje Bosne i Hercegovine biti potrebno još najmanje pet godina, navodeći nedostatak sredstva kao glavnu prepreku. Procjenjuje se da je na teritoriju Bosne i Hercegovine preostalo još 80.000 mina koje se nalaze na 1125 km2, tj 2,2 % Bosne i Hercegovine.
Dana 4. travnja, kada se obilježava Međunarodni dan svjesnosti o opasnosti od mina i pomoći u protuminskom djelovanju, Vlada Bosne i Hercegovine, Ujedinjeni narodi i lokalne nevladine organizacije informiraju stanovnike Bosne i Hercegovine o opasnostima koje pružaju nagazne mine i naporima na njihovom uklanjanju.

## Žrtve nagaznih mina
Od 1992. do 2008. godine od nagaznih mina ili neeksplodiranih eksplozivnih sredstva poginulo je ili ozlijeđeno 5005 osoba. Tijekom rata broj poginulih i ozlijeđenih iznosi je 3339. Nakon rata, od 1996. do 2008. godine, umrlo je 486 osoba, a 1180 ih je ozlijeđeno. Od 1996. do 2017. broj žrtava iznosi 1750, od kojih je barem 486 poginulo.
| Žrtve nagaznih mina u Bosni i Hercegovini od 1996. do 2011. godine | Žrtve nagaznih mina u Bosni i Hercegovini od 1996. do 2011. godine | Žrtve nagaznih mina u Bosni i Hercegovini od 1996. do 2011. godine | Žrtve nagaznih mina u Bosni i Hercegovini od 1996. do 2011. godine |
| Godina                                                             | Broj poginulih                                                     | Broj ozlijeđenih                                                   | Ukupno                                                             |
| ------------------------------------------------------------------ | ------------------------------------------------------------------ | ------------------------------------------------------------------ | ------------------------------------------------------------------ |
| 1996.                                                              | 110                                                                | 552                                                                | 662                                                                |
| 1997.                                                              | 88                                                                 | 202                                                                | 290                                                                |
| 1998.                                                              | 60                                                                 | 80                                                                 | 149                                                                |
| 1999.                                                              | 38                                                                 | 57                                                                 | 95                                                                 |
| 2000.                                                              | 35                                                                 | 65                                                                 | 100                                                                |
| 2001.                                                              | 32                                                                 | 55                                                                 | 87                                                                 |
| 2002.                                                              | 26                                                                 | 46                                                                 | 72                                                                 |
| 2003.                                                              | 23                                                                 | 31                                                                 | 54                                                                 |
| 2004.                                                              | 16                                                                 | 27                                                                 | 43                                                                 |
| 2005.                                                              | 10                                                                 | 9                                                                  | 19                                                                 |
| 2006.                                                              | 18                                                                 | 17                                                                 | 35                                                                 |
| 2007.                                                              | 8                                                                  | 22                                                                 | 30                                                                 |
| 2008.                                                              | 19                                                                 | 20                                                                 | 39                                                                 |
| 2009.                                                              | 9                                                                  | 19                                                                 | 28                                                                 |
| 2010.                                                              | 6                                                                  | 8                                                                  | 14                                                                 |
| 2011.                                                              | 9                                                                  | 13                                                                 | 22                                                                 |
| Ukupno                                                             | 507                                                                | 1223                                                               | 1739                                                               |

## Vanjske poveznice
- Web stranica Centra za uklanjanje mina u Bosni Hercegovini